# Осів (зупинний пункт)
Осів (біл. Восаў) — пасажирський залізничний зупинний пункт Гомельського відділення Білоруської залізниці на неелектрифікованій лінії Василевичі — Хойники між зупинним пунктом Авраамівська та станцією Хойники. Розташований в селі Осів Хойницького району Гомельської області.

## Пасажирське сполучення
На зупинному пункті Осів зупиняються поїзди регіональних ліній економкласу сполученням:
- Гомель — Хойники;
- Хойники — Василевичі.